# Wormaldia contigua
Wormaldia contigua is een fossiele soort schietmot uit de familie Philopotamidae.